# Natividade da Serra
Pour les articles homonymes, voir Natividad (homonymie).
Natividade da Serra est une municipalité brésilienne de l'État de São Paulo et la Microrégion de Paraibuna/Paraitinga.